# Therese Paris
Maria Therese Paris, geborene Teufel – Pseudonym Carola Justus (* 17. November 1868 in Waldmünchen, Oberpfalz; † 26. Februar 1942 in Weimar), war eine deutsche Kinder- und Jugendbuchautorin und Essayistin.

## Leben
Therese Teufel war eine Tochter des Königlich Bayrischen Revierförsters Anton Teufel (1829–1896) und dessen Frau Maria, geb. Rötzer. 1891 heiratete sie in Waldmünchen (Friedrich Julius) Richard Paris (1849–1934). Richard Paris entstammte einer Familie mit einer Porzellanmanufaktur in Oberköditz im Fürstentum Schwarzburg-Rudolstadt. Er versuchte sich u. a. als Schaumweinproduzent im siebenbürgischen Guraro, leitete zusammen mit seinem Bruder zeitweise den Familienbetrieb und betätigte sich ab 1900 in Weimar als Schriftsteller. Hier eröffnete Therese Paris ein Töchter-Pensionat, betrieb einen Kunstverlag und einen Handel mit Schokoladen und Konfitüren.
Zu Beginn der 1910er Jahre wurde sie als Schriftstellerin tätig und ab den 1920er Jahren in den Weimarer Adressbüchern als solche verzeichnet. Sie war vorwiegend Autorin von Jugendbüchern und besonders von Jungmädchenbüchern. Zudem entstanden zahlreiche Bühnenstücke, die unter anderem im Verlag von Franz Wulf in Warendorf verlegt wurden, in den Reihen „Kinder-Bühne“, „Mädchenbühne“ und „Volksbühne“ oder in der Reihe „Süddeutsche Volksbühne“ des Verlages Halder & Co. in München. Die Erzählungen sind teils autobiographisch gehalten, wie etwa in Rautendelein – Die Geschichte eines Waldkindes, der Geschichte einer Försterstochter. Sie sind auch inspiriert von ihren Erfahrungen als Pensionsmutter, als die Mädchen in ihrer Obhut sich ihr mit ihren Problemen, Freuden und Kummer anvertrauten.
Familie
Der Ehe mit Richard Paris entstammten fünf Kinder:
- Hertha (* 1892), Batikerin, verheiratet mit dem Maler Wilhelm Facklam
- Roland (1894–1945), Grafiker, Maler und Bildhauer
- Siegfried (1899–1967), Kaufmann und Schriftsteller
- Rupprecht (1902–1955), Theaterschauspieler und Vater des Malers Ronald Paris
- Wulff Eberhard (1910–1943), Kaufmann[2]

## Schriften (Auswahl)
Bühnenstücke
- Die Frau des Herren. Zeitproblem in 3 Akten. Berliner Theater-Verlag, Berlin 1910
- Der Besuch. Lustspiel in 1 Akt. (= Höflings Mädchenbühne; 73), Höfling, München 1913
- Die Studentin. Lustspiel in einem Akt. (= Höflings Festspiele; 88), Höfling, München 1913
- Der Lügenbrief. Lustspiel in einem Akt. (= Mädchenbühne; 27), Wulf, Warendorf 1917 (urn:nbn:de:101:1-2018072917333112951535)
- Das Hexlein vom Burgstein. Romantisches Schauspiel in 3 Akten. (= Mädchenbühne; 32), Wulf, Warendorf 1917 (urn:nbn:de:101:1-2018080517123985344442)
- Wenn ich Prinzessin wäre! Lustspiel mit Gesang und Reigen in zwei Aufzügen und einem Prolog. (= Mädchenbühne; 37), Wulf, Warendorf 1918 (urn:nbn:de:101:1-2018080517211532645434)
- Die Erbtante auf Probe. Lustspiel in 2 Akten. (= Mädchenbühne; 43), Wulf, Warendorf 1921 (urn:nbn:de:101:1-2018081917465858478168)
- Im Exil. Eine Episode aus Turnvater Jahn’s Leben. (= Volksbühne; 76), Wulf, Warendorf 1924 (urn:nbn:de:101:1-2018102212290771424693)
- Der Wildschütz. Ein heiteres Weihnachtsspiel in einem Akt. (= Herrenbühne; 141), Wulf, Warendorf 1919 (urn:nbn:de:101:1-201709102687)
- Almenrausch und Edelweiss. Volksstück mit Gesang in fünf Akten. (= Süddeutsche Volksbühne; 17), Halder & Co., München 1925, frei nach dem gleichnamigen Roman von Hermann von Schmid
- ’s Lieserl. Volksstück aus Schliersee in 4 Akten. (= Süddeutsche Volksbühne; 50), Halder & Co., München 1929, für die Volksbühne frei bearb. nach der Erzählung Das Wichtel von Hermann von Schmid, mit 2 Bühnenbildern von Wilhelm Facklam
- Es läutet das Glöcklein von Innisfär. Ein Weihnachtsspiel. (= Kinder-Bühne; 103), Wulf, Warendorf 1935

Geschichten
- Rautendelein. Die Geschichte eines Waldkindes. Hanns-Jörg Fischer-Verlag, Berlin 1925
- Lilliput und der goldene Schlüssel. (= Schroedels Jugendbücher; Abteilung 3; Band 221), Schroedel Verlag, Halle 1933
- Drei Wege ins Leben. Eine Jungmädelgeschichte. Illustration: Lotte Oldenburg-Wittig, Hanns-Jörg Fischer-Verlag, Berlin 1936, 3. Auflage 1940
- Patenschwestern. Eine Schulmädchengeschichte. A. H. Payne, Leipzig 1937
- So bin ich! Eine fröhliche Jungmädelgeschichte. Hanns-Jörg Fischer Verlag, Berlin 1940
- Glückshannele. (= Schroedels Jugendbücher; Abteilung 3; Band 224), Schroedel Verlag, Halle 1948

Familienthemen
- Mütterlichkeit und Mutterschaft. In: Die deutsche Frau in Familie, Volk und Staat. Heft 2, Schneider, Querfurt 1925